# Massey Tower
 (mai 2023).
 (mai 2023).
Si vous disposez d'ouvrages ou d'articles de référence ou si vous connaissez des sites web de qualité traitant du thème abordé ici, merci de compléter l'article en donnant les références utiles à sa vérifiabilité et en les liant à la section « Notes et références ».
La Massey Tower est un gratte-ciel résidentiel en construction à Toronto au Canada. Il s'élèvera à 208 mètres.Sa construction s'est achevée en 2019. 